# Težinski graf
Težinski graf, pojam iz teorije grafova. To je onaj graf u kojem je realan broj pridružen svakoj grani. Ako grane označimo s {\displaystyle e_{1},e_{2},\dots }, onda je težina grane w(e), npr. za granu {\displaystyle e_{1}} to je {\displaystyle w(e_{1})}.
Realan broj može se pridružiti svakom bridu čime je graf proširen težinskom funkcijom. Kod težinskog grafa, ako je graf mreža cesta, težinska funkcija je npr. duljina svakog puta.
U težinskom grafu minimalno razapinjuće stablo je stablo težine (tj. zbroja težina njegovih bridova) manje ili jednake težini svakog drugog razapinjućeg stabla u težinskom grafu.